# Caterina Bon Valsassina
Caterina Bon Valsassina (Perugia, 26 febbraio 1952) è una storica dell'arte e funzionaria italiana.

## Biografia
Laureata all’Università di Firenze nel 1977, entra nel 1980 nei ruoli dell'allora Ministero per i beni culturali, ricoprendo incarichi presso le Soprintendenze di Napoli, Roma e Perugia.  
Nel 2001 è nominata Soprintendente per il patrimonio storico artistico di Milano e della Lombardia occidentale; dal 2002 al 2009 è stata Direttore dell’Istituto Centrale per il restauro; dal 2009 al 2010 è stata Soprintendente della Soprintendenza Speciale per il polo museale di Venezia; dall’aprile 2010 a dicembre 2014 è stata Direttore Regionale per i beni culturali e paesaggistici della Lombardia; da dicembre 2014 a maggio 2016 è stata Direttore generale Educazione e Ricerca, coordinando l’azione degli istituti dotati di autonomia speciale preposti alla conservazione e al restauro (ICR,OPD,ICRCPAL) e alla catalogazione (ICCD). Da maggio 2016 al 30 settembre 2018 è stata Direttore generale Archeologia belle arti e paesaggio. Dal 1 ottobre 2018 è in pensione. 
È stata inoltre vicepresidente del FAI - Fondo per l'Ambiente italiano, presidente della Fondazione Marini Clarelli Santi, membro del CDA dell'Institut national du patrimoine, della Galleria Nazionale delle Marche, della Fondazione Vittoriale degli Italiani, docente nella scuole di specializzazione dell'Università degli Studi di Roma "La Sapienza" e dell'Università degli Studi di Perugia. Nel 2022 è stata insignita dalla Repubblica francese del titolo di Chevalier des Arts et des Lettres.
Suoi saggi sono apparsi su riviste quali "Paragone", "Art e Dossier", "Il Giornale dell'Arte" e in molti cataloghi di mostre.

## Opere principali
- IL Collegio del Cambio, Roma, Palombi, 1987
- Restauro made in Italy, Milano, Mondadori Electa, 2006
- Guernica di Picasso, Milano, Electa, 2007
- Il caso Palazzo Citterio, Milano, Skira, 2014